# Клајнидесхајм
Клајнидесхајм (њем. Kleinniedesheim) општина је у њемачкој савезној држави Рајна-Палатинат. Једно је од 25 општинских средишта округа Рајна-Палатинат. Према процјени из 2010. у општини је живјело 931 становника. Посједује регионалну шифру (AGS) 7338015.

## Географски и демографски подаци
Клајнидесхајм се налази у савезној држави Рајна-Палатинат у округу Рајна-Палатинат. Општина се налази на надморској висини од 93–110 метара. Површина општине износи 3,9 km². У самом мјесту је, према процјени из 2010. године, живјело 931 становника. Просјечна густина становништва износи 240 становника/km².